# پورت دوور، انتاریو
پورت دوور، انتاریو (به انگلیسی: Port Dover, Ontario) یک منطقهٔ مسکونی در کانادا است که در شهرستان نورفک، انتاریو واقع شده‌است. پورت دوور ۶٬۱۶۱ نفر جمعیت دارد و ۲۱۰ متر بالاتر از سطح دریا واقع شده‌است.